# She Wants Revenge (album)
She Wants Revenge è il primo album in studio del gruppo musicale alternative rock statunitense She Wants Revenge, pubblicato nel 2006.

## Tracce
1. Red Flags and Long Nights – 5:10
2. These Things – 5:14
3. I Don't Wanna Fall in Love – 3:39
4. Out of Control – 3:39
5. Monologue – 4:56
6. Broken Promises for Broken Hearts – 3:19
7. Sister – 5:18
8. Disconnect – 2:29
9. Us – 4:23
10. Someone Must Get Hurt – 4:48
11. Tear You Apart – 4:46
12. She Loves Me, She Loves Me Not – 5:21